# Targi Brneńskie

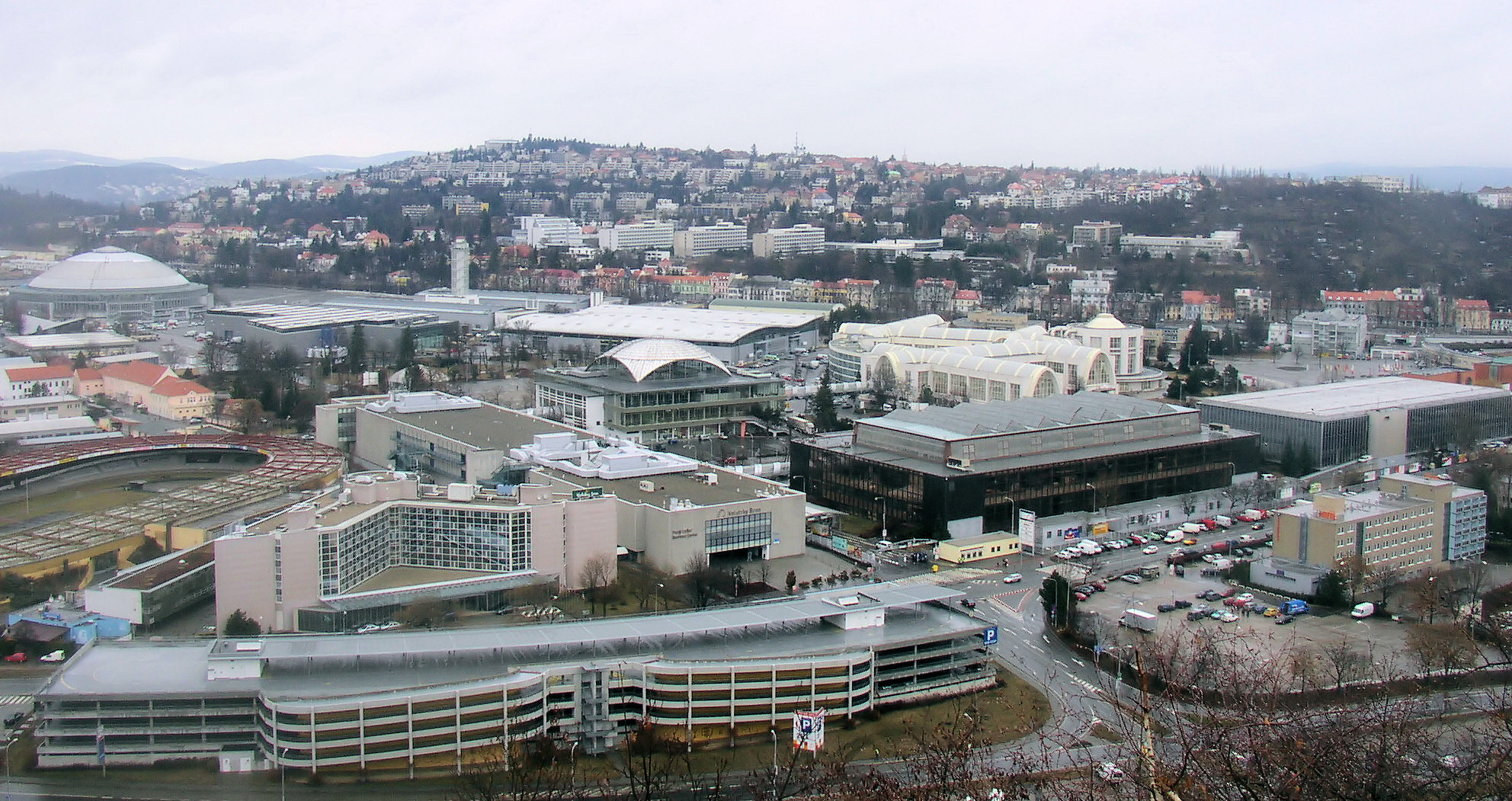
Widok na tereny targowe od strony południowej.

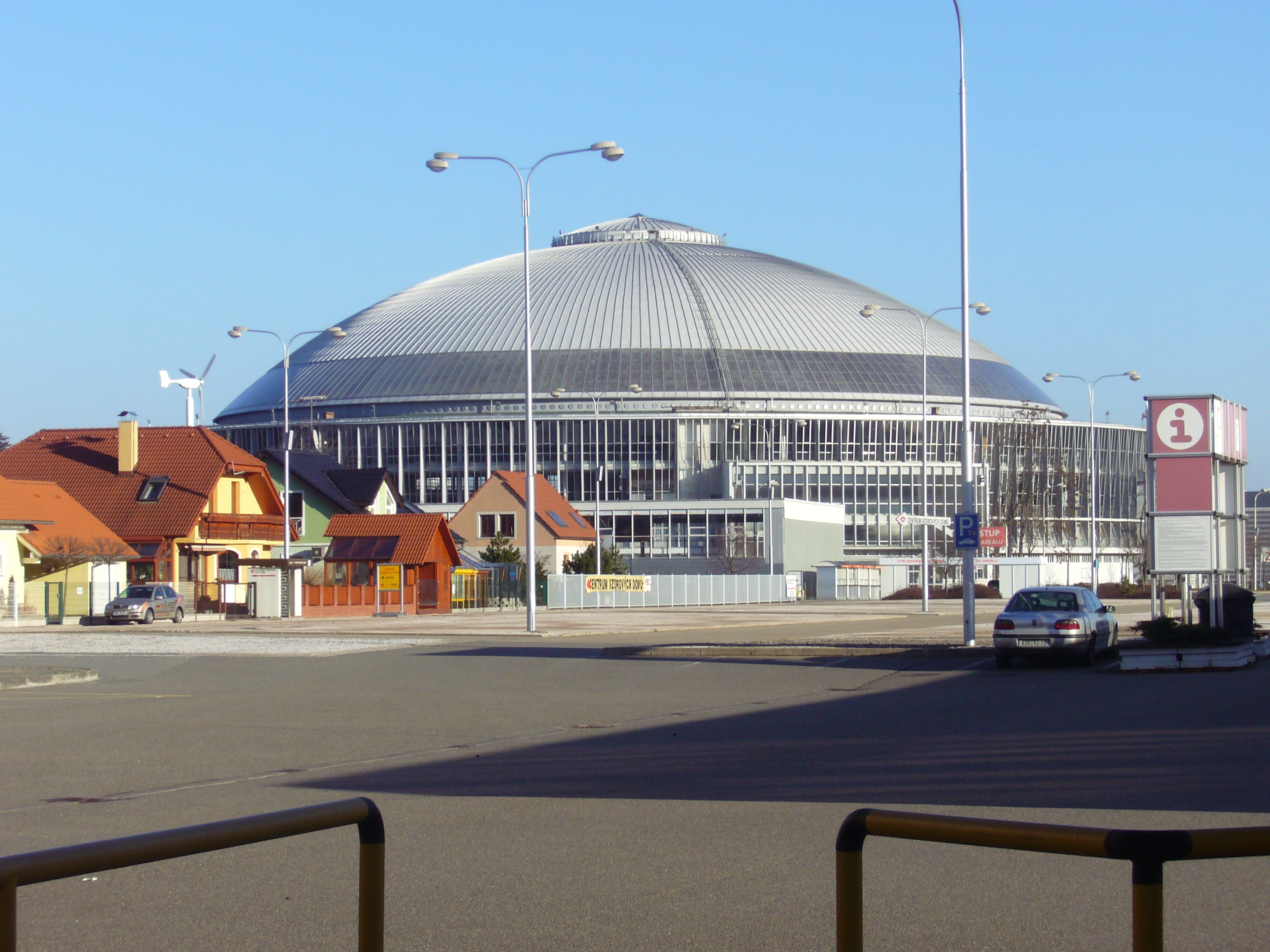
Pawilon Z targów w Brnie.

Targi Brneńskie (Veletrhy Brno) – czołowy organizator imprez targowych w Czechach.
Przygotowania do budowy terenów wystawowych w Brnie datują się z czasów monarchii austro-węgierskiej, ale prace przerwał wybuch I wojny światowej. Po wyzwoleniu przyszła krótka recesja gospodarcza spowodowana utratą rynków Austro-Węgier. W sierpniu 1923 władze wojewódzkie podjęły decyzję o budowie terenów targowych. Od Wiktora Bauera zakupiono ziemię w dolinie rzeki Pisárky o powierzchni 58 ha. W tymże roku został ogłoszony konkurs architektoniczny, zaś w 1924 zwyciężył projekt architekta Josefa Kalouse z Pragi. Przy realizacji wykorzystano też plan urbanistyczny Brna architekta Emila Králíka.
Budowę rozpoczęto w 1927 a 26 maja 1928 z okazji 10-lecia Republiki Czechosłowackiej otwarto pierwszą ekspozycję o nazwie "Wystawa Kultury Współczesnej w Czechosłowacji" (Výstava soudobé kultury v Československu). Brno zyskało jeden z najciekawszych kompleksów obiektów funkcjonalnych swojego okresu. Poszczególne pawilony były dziełem znanych architektów, np. Bohuslav Fuchs zaprojektował budynek targowej poczty.
W czasie okupacji niemieckiej tereny użytkuje armia niemiecka. Pod koniec działań wojennych szereg obiektów zostało uszkodzonych. W 1947 rozpoczęto prace przy ich odbudowie.
Prekursorem dzisiejszych targów maszynowych stały się organizowane od 1955 wystawy czechosłowackiego przemysłu maszynowego. W 1958 odbyły się pierwsze Międzynarodowe Targi Maszynowe (mezinárodní strojírenský veletrh).
Budowane są nowe pawilony wystawowe. Najciekawszym architektonicznie jest budynek Z z samonośną stalową kopułą o średnicy 122 m.
28 grudnia 1990 powstała spółka akcyjna Targi Brno (Veletrhy Brno a.s.), w lipcu 1998 większościowym (73%) właścicielem targów stała się spółka Targi Düsseldorf (Messe Düsseldorf). W listopadzie 1999 utworzono też spółkę Targi w Brnie (Veletrhy Brno). Z dniem 24 października 2001 obie spółki połączyły się. Obecnie 61% udziałów w firmie posiada Messe Düsseldorf, 34% udziałów miasto Brno, 5% jest własnością drobnych akcjonariuszy.

## Firmy siostrzane
- EXPO Restaurant a.s.,
- BRNO-INN, a.s., prowadząca hotel Holiday Inn Brno,
- BVV FAIR TRAVEL s.r.o.